# Riu Kazanka
|  | Per a altres significats, vegeu «Kazanka». |

El Kazanka o Kazansu (tàtar: Казансу; rus: Казанка) és un riu de Rússia que passa pel Tatarstan i que és un afluent per l'esquerra del Volga.
Té una llargària de 142 km i ocupa una conca de 2.600 km². Neix prop del poble de Bimeri (Arsk). Flueix cap al sud, travessant la ciutat d'Arsk, després gira a l'oest fins a arribar a Kazan, i finalment desemboca a l'embassament de Kúibixev, al Volga.